# Sportsklatring
Sportsklatring er en gren indenfor klatring. Sportsklatring går ud på at klatre på færdiglavede klatrevægge, udendørs eller indendørs. Ruterne er sikret med bolte, og der kræves mindre udstyr og viden om sikring og rebarbejde end ved traditionel klatring. Sportsklatring er den mest udbredte form for klatring på verdensplan, og er også en konkurrencesport. Sportsklatring blev taget på det olympiske program som disciplin første gang ved sommer-OL i 2020.
Der er tre konkurrenceformer inden for international sportsklatring på klatrevæg:
- Bouldering: Klatring i lav højde (4,5 m), hvor man arbejder på at løse forskellige problemer. Gennemførelsen kræver ofte flere forsøg.[2][3]
- Lead: Svarer en del til bouldering, men inddrager også udholdenhed. Her får klatreren kun ét forsøg til at gennemføre en højere bane (15 m).[3]
- Speed: Her er opgaven at gennemføre en kendt høj bane (15 m) så hurtigt som muligt.[4][3]

I flere tilfælde konkurreres enten i en kombination af de tre discipliner, enten som eneste konkurrence (fx ved OL) eller ved siden af de enkelte discipliner (fx ved VM).
Sporten er internationalt organiseret under det Internationale Klatring- og Bjergbestigningsforbund (UIAA) og i Danmark i Dansk Klatreforbund.